# Abida gittenbergeri
Abida gittenbergeri is een slakkensoort uit de familie van de Chondrinidae. De wetenschappelijke naam van de soort is voor het eerst geldig gepubliceerd in 2000 door Bossneck.